# Joy of Cooking (album)
| Recensione       | Giudizio |
| ---------------- | -------- |
| AllMusic         | [ 1 ]    |
| Robert Christgau | A        |
| Piero Scaruffi   | [ 3 ]    |

Joy of Cooking è il primo album discografico dell'omonimo gruppo di folk rock statunitense Joy of Cooking, pubblicato dalla casa discografica Capitol Records nel gennaio del 1971.

## Tracce

### LP
Lato A
1. Hush – 2:43 (Tradizionale; arrangiamento di Terry Garthwaite e Toni Brown)
2. Too Late, But Not Forgotten – 4:20 (Toni Brown)
3. Down My Dream – 4:15 (Toni Brown)
4. If Some God (Sometimes You Gotta Go Home) – 3:40 (Toni Brown)
5. Did You Go Downtown – 7:40 (Terry Garthwaite)
6. Dancing Couple – 0:55 (Toni Brown)

Lato B
1. Brownsville / Mockingbird – 5:50 (Furry Lewis, Toni Brown, Terry Garthwaite / Terry Garthwaite)
2. Red Wine at Noon – 3:35 (Toni Brown)
3. Only Time Will Tell Me – 5:12 (Toni Brown)
4. Children's House – 6:48 (Toni Brown)

## Formazione
- Toni Brown - tastiere, chitarra steel, kalimba, accompagnamento vocale-cori
- Toni Brown - voce solista (nei brani: Too Late, But Not Forgotten e Red Wine at Noon)
- Terry Garthwaite - chitarra a 6 e 12 corde, clarinetto, accompagnamento vocale-cori
- Terry Garthwaite - voce solista (eccetto nei brani: Too Late, But Not Forgotten e Red Wine at Noon)
- David Garthwaite - basso, chitarra solista (nel brano: Only Time Will Tell Me), accompagnamento vocale-cori
- Fritz Kasten - batteria, sassofono alto, accompagnamento vocale-cori
- Ron Wilson - congas, harp, cowbell, tambourine, accompagnamento vocale-cori

Note aggiuntive
- John Palladino - produttore
- Registrazioni effettuate al Pacific High Recording
- Phil Sawyer - ingegnere delle registrazioni
- Ed Denson (& Gloria) - management
- Ed Denson - fotografia copertina frontale album originale (parziale eclisse della luna)
- Jules Kliot - fotografia retrocopertina album originale
- Ringraziamenti a: Mandrakes, Warren Rader e Chris Strachwitz
- Fritz ringrazia Lisa Ledin[5]

## Classifica
Album
| Anno | Classifica    | Posizione raggiunta |
| ---- | ------------- | ------------------- |
| 1971 | Billboard 200 | 100                 |